# Agía Thékla (Pátmos)
Agía Thékla (grec moderne : Αγία Θέκλα) est un îlot, ainsi qu'une localité, située dans le dème de Pátmos (el), dans le district régional de Kálymnos, dans la périphérie d'Égée-Méridionale, en Grèce.
Selon le recensement de 2021, l'îlot est inhabité.